# Jacques Sturm
Pour les articles homonymes, voir Sturm.
Ne pas confondre avec le peintre Jacques Sturm (1807-1844).
Jacques Sturm, en allemand Jakob (ou Jacob) Sturm von Sturmeck, né le 10 août 1489 à Strasbourg et mort le 30 octobre 1553 dans la même ville, est un homme politique réformateur protestant qui est l'un des plus grands Stettmeister de la ville impériale libre de Strasbourg et l'un des hommes politiques les plus marquants de son époque. Habile diplomate, il représenta Strasbourg lors des diètes d'empire et auprès de l'empereur Charles Quint. On dit qu'il effectua en tout 91 missions diplomatiques au cours de sa vie. Pendant plus de vingt ans, il a présidé le destin de la ville, à une période trouble où s'affrontaient catholiques et protestants, factions et ligues.
Il fait venir à Strasbourg son homonyme Jean Sturm, avec mission de fonder un collège humaniste de rayonnement international. C'est ce que fait ce dernier en 1538, avec le Gymnase, ancêtre de l'université de Strasbourg.

## Biographie

### Jeunesse et formation
Les Sturm représentent l'une des principales familles nobles strasbourgeoises au XVIe siècle. Installés depuis le milieu du XIIIe siècle, ils avaient déjà fréquemment servi la ville en devenant membre de l'un des conseils (Rat) ou Stettmeister, c'est-à-dire un représentant du pouvoir exécutif. Jacques est le second fils de Martin Sturm et d'Ottilie von Köllen, petite fille de Peter Schott l'ancien. Martin Sturm et ses frères possèdent alors la seigneurie et le château de Breuschwickersheim. 
Jacques Sturm est tout d'abord destiné à une carrière cléricale. C'est dans ce but que Jacques Wimpfeling devient son précepteur et qu'il suit quelque temps plus tard à la Faculté des Lettres de Heidelberg (1501-1504). Il s'inscrit ensuite à l'Université de Fribourg-en-Brisgau pour devenir théologien et là-bas il y rencontre Wolfgang Capiton et Matthieu Zell. De retour à Strasbourg en 1509, il fait partie de la Sodalitas Literaria Argentinensis, dirigée par Wimpfeling et qui regroupe les humanistes de la région. Dès 1514, il reçoit les éloges d'Érasme, le désignant comme « cet incomparable jeune homme ». Sturm apprécie beaucoup les écrits des humanistes et écrit lui-même un texte sur la réforme des études de Heidelberg en 1522. Il sert également en tant que secrétaire du prévôt du chapitre de la cathédrale, le comte palatin Heinrich, membre de la maison de Wittelsbach.
Au cours de l'année 1523, il abandonne soudainement son statut clérical pour entrer au Conseil de la ville en janvier 1524. Strasbourg était alors en pleine effervescence ; Matthieu Zell prêchait la Réforme à la cathédrale et la ville, qui devient progressivement protestante, accueillit cette année-là bon nombre de réfugiés, dont Martin Bucer, Caspar Hedio et Wolfgang Capiton. Sturm lui-même se convertit au protestantisme, au grand dam de son ancien maître, Wimpfeling, qui l'accuse d'hétérodoxie. Le jeune homme lui répond : « Si je suis hérétique, c'est vous qui m'avez rendu ainsi ». 
Aux environs de 1524, il épouse l'une des filles du Stettmeister Hans Bock von Gerstheim. Il s'élève rapidement et accède aux Conseils restreints des XV et des XIII qui dirigent respectivement les affaires intérieures et étrangères. En 1525, il est confronté aux dégâts provoqués par la Guerre des paysans. Il est envoyé en tant qu'agent du conseil gouvernemental de l'Empire en Souabe supérieure et dans la vallée du Neckar et en tant qu'agent de Strasbourg en Basse Alsace et dans l'Ortenau.

### LeStettmeister

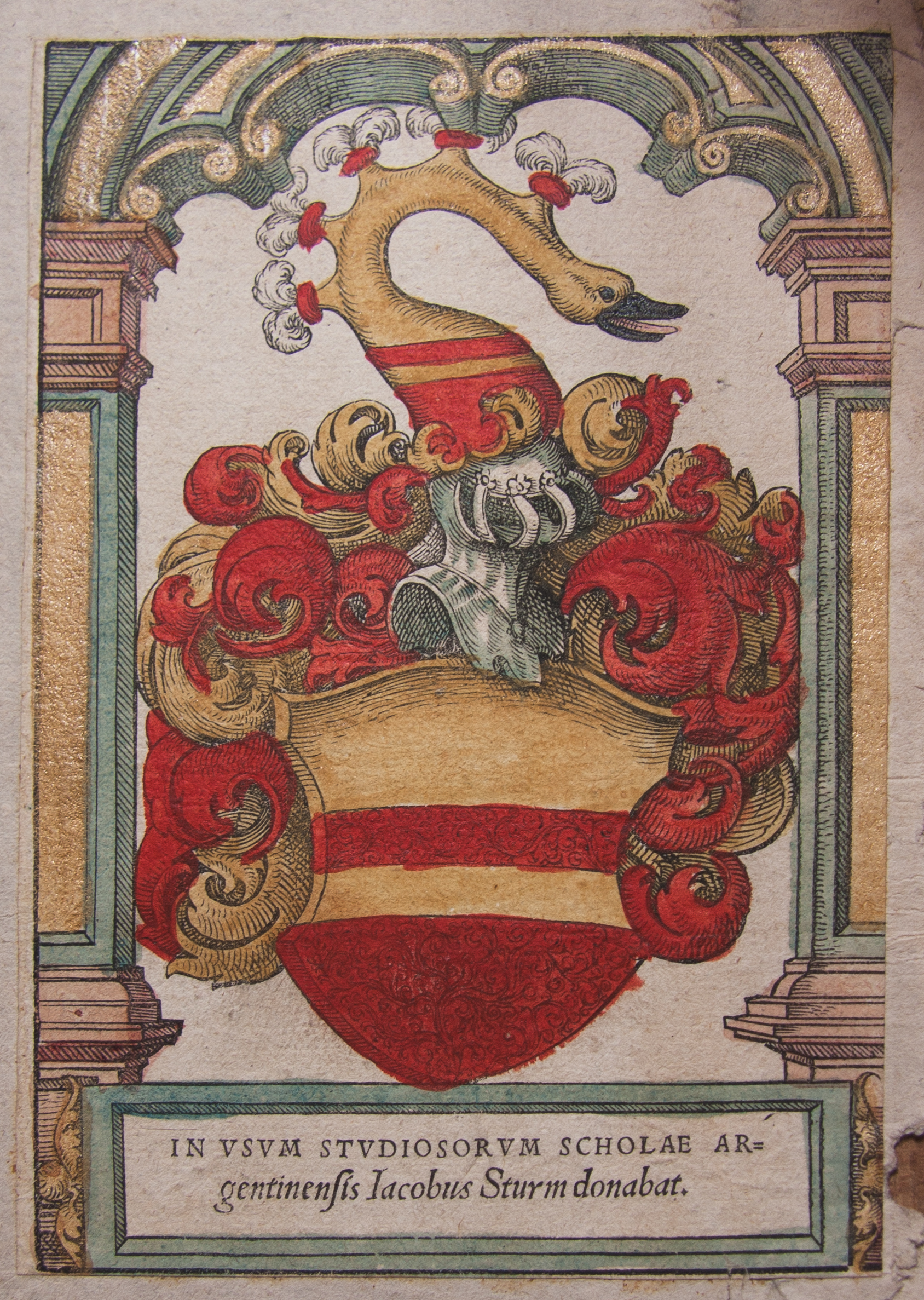
Ex-dono de Jacques Sturm destiné à la bibliothèque de la Haute-École.

Jacques Sturm est élu Stettmeister le 21 décembre 1526 après qu'il a représenté Strasbourg à la diète de Spire. Sa stature d'homme d'État s'impose alors et il assure une grande partie de la politique étrangère de la ville. Il se rend notamment à la diète d'Augsbourg, où il est obligé d'appeler Martin Bucer afin que celui-ci écrive une confession de foi propre à Strasbourg, la Confession tétrapolitaine. Il élabore des alliances avec les États luthériens (Stände) dirigés par le landgrave Philippe de Hesse et l'Électeur Jean-Frédéric de Saxe. L'alliance devient effective en 1531 et devient la Ligue de Smalkalde. Cette ligue a pour but de défendre la foi telle qu'elle est définie dans la Confession d'Augsbourg, que Strasbourg signe en 1532 mais que les villes suisses rejettent, mettant fin à la longue association de Strasbourg avec celles-ci. Sturm assiste à chacune des 26 diètes de la Ligue. 
Après le décès prématuré de sa femme en 1529, Sturm déménage dans une maison de la rue Brûlée avec ses frères et sœurs célibataires. Il collabore avec Bucer afin d'aider celui-ci à servir de médiateur entre les différents courants évangéliques. Cette collaboration porte ses fruits en 1536, lors de la promulgation de la Concorde de Wittemberg. Il continue également à représenter Strasbourg à chaque diète impériale et entretient des relations avec des protestants français, tout en restant très méfiant envers le royaume de France. 
Cependant, Jacques Sturm n'est pas seulement un diplomate, il s'intéresse également de près à la politique intérieure de Strasbourg. Tout d'abord plutôt conciliant, il était contre l'abrogation de la messe catholique en 1529. Cela s'explique par sa fidélité envers Érasme, qui tout comme lui n'aimait pas la coercition en matière de religion. Toutefois, il devint plus sévère, notamment dans la lutte contre les anabaptistes dont l'influence grandissante avait grandement inquiété les réformateurs. Il préside le synode de 1533 au cours duquel le Magistrat adopte le texte de Bucer, qui fixe la conduite de l'Église et bannit les dissidents religieux. 
Il effectue son œuvre la plus durable dans le domaine de l'éducation. En effet, il préside la commission scolaire à partir de 1526 (date de sa création) et, cette tâche lui tenant à cœur, il exerce la fonction de scolarque jusqu'à sa mort. Sous sa direction, une grande réforme des écoles élémentaires est entreprise et un collège (le collegium pædagogium) est créé afin de former les pasteurs, en plus du collegium prædicatorum fondé par Bucer. C'est également lui qui demande à Jean Sturm, son homonyme (bien qu'il n'y ait aucun lien de parenté), de venir à Strasbourg afin d'être le recteur d'une nouvelle école. Cette Haute École devint le Gymnase Jean-Sturm, l'une des écoles protestantes les plus influentes en Europe et l'ancêtre de l'Université de Strasbourg. Beaucoup plus tard, Jean Sturm raconta que le Stettmeister avait déjà eu l'idée de fonder une véritable université et négocié son financement avec certaines villes ralliées à la Réforme. Toutefois, il n'existe point de sources contemporaines confirmant ses dires. 
Néanmoins, la Ligue de Smalkalde est dissoute en 1547, à la suite de la victoire écrasante de Charles Quint à la bataille de Mühlberg. L'empereur peut alors proclamer l'Intérim, demandant le retour au catholicisme. Sturm s'emploie alors à préserver le protestantisme à Strasbourg et à rétablir les relations de la ville avec l'empereur. Il est cependant obligé de s'incliner et persuade les autorités, afin d'éviter la guerre, d'accepter l'Intérim. Il essaye alors de négocier certaines conditions avec l'évêque, mais celui-ci exigea le bannissement de Paul Fagius et de son ami Martin Bucer. Ce dernier, exilé en Angleterre, s'en prit amèrement à Sturm pour avoir sacrifié l'évangile aux intérêts des riches (« accumulandi mammonae »).
À la fin de sa vie, les activités de Jacques Sturm se limitèrent de plus en plus à cause de sa santé chancelante. Il se retire en semi-exil en son manoir de Breuschwickersheim. Il aide cependant à la préparation du Concile de Trente et il accueille encore Charles Quint en 1552. Il propose également une réforme du Magistrat, dans lequel il voudrait intégrer une nouvelle catégorie incluant les optimates, c'est-à-dire des notables. En octobre 1553, il finit par contracter une fièvre qui lui est fatale. Il meurt le 30 octobre à l'aube, aux côtés du pasteur Jean Marbach. Le lendemain, il est enterré en dehors de la ville lors d'une cérémonie dirigée à nouveau par Marbach. Ce sont les membres du Magistrat et les professeurs de la ville ont porté le cercueil et qui l'ont enterré.

## Personnalité de Jacques Sturm

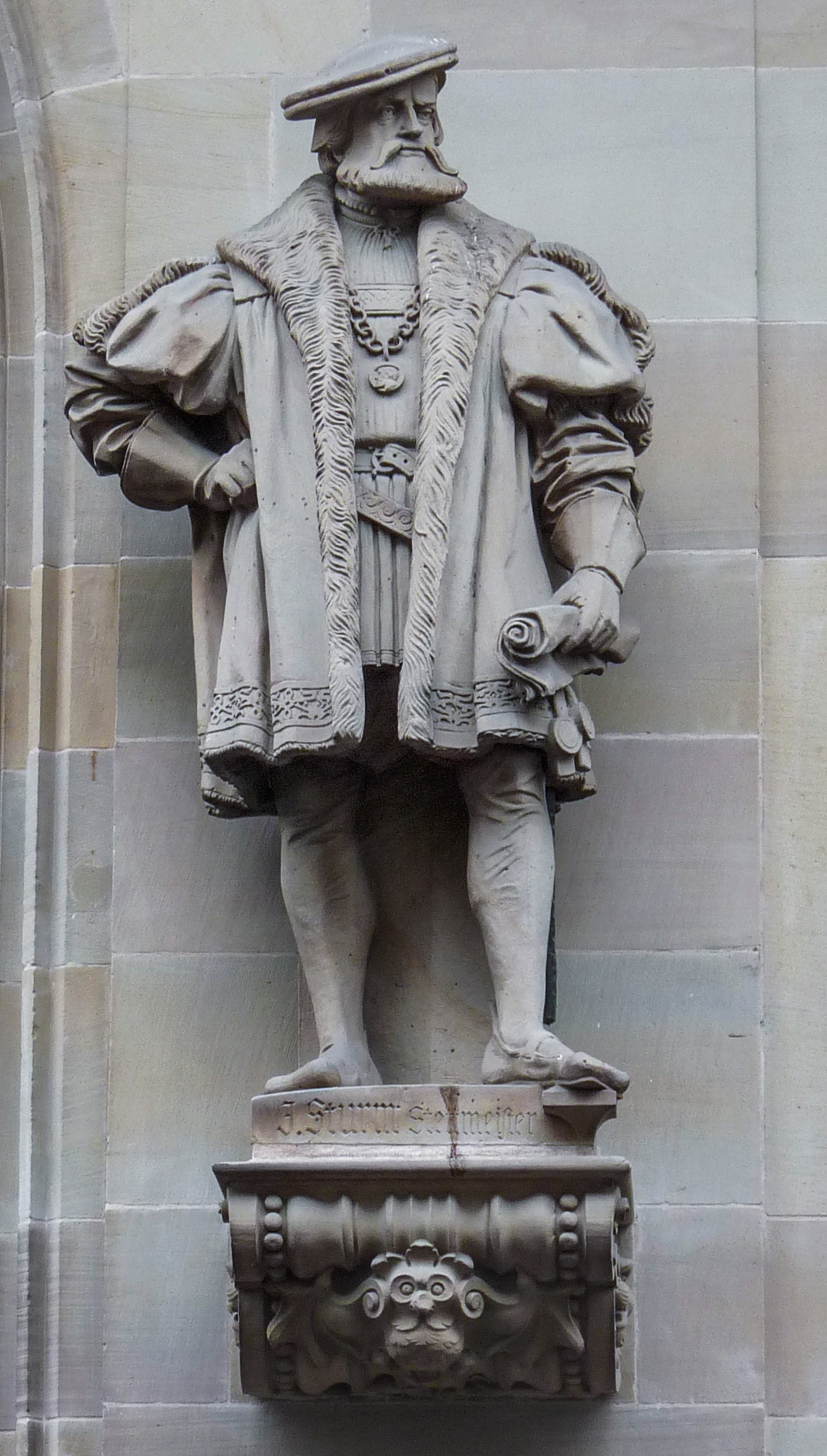
Statue de Jacques Sturm par Alfred Marzolff (Strasbourg, 1902)

Jacques Sturm était un homme du Moyen Âge en politique, de la Réforme en religion et de la Renaissance dans le domaine culturel. En politique, il souhaitait encore perpétuer la tradition des grandes villes libres, malgré l'émergence de grands États. Pour lui, seuls des citoyens nobles ou très instruits pouvaient diriger la ville et il se méfiait du peuple qui, même pétri de bonnes intentions, était trop ignorant et trop inconstant à ses yeux pour participer à la vie politique. Il a probablement été fortement marqué par la Guerre des paysans. En religion, il tolérait la liberté de conscience mais était partisan d'une pratique religieuse publique unifiée. Dans le domaine culturel, il était certes un héritier de l'humanisme du sud de l'Allemagne, mais il promouvait la nouvelle culture italianisante de l'humanisme dans les écoles. 
Lors du panégyrique que Jean Sturm prononça devant le Magistrat, il compara son homonyme aux grands hommes d'État de la Grèce et de la Rome antiques. Selon lui, grâce à Jacques Sturm, « vous avez votre religion ; vous avez votre liberté ; vos citoyens sont sains et saufs ».

## Hommages
Deux écolesà Strasbourg portent son nom, ainsi qu'un quai depuis 1881. On peut voir sa statue, au-dessus du portail principal des Petites Boucheries, rue de la Haute-Montée à Strasbourg. Elle a été réalisée en 1902 par Alfred Marzolff. Le 14 juin 1870, une grande statue de Jacques Sturm avait été érigée par André Friedrich dans la cour du Gymnase protestant, mais elle fut détruite deux mois plus tard par un bombardement. La maquette de la statue se trouve actuellement à la Bibliothèque nationale et universitaire de Strasbourg.